# Catocala junctura
Catocala junctura là một loài bướm đêm thuộc họ Erebidae. Nó được tìm thấy ở New York và Pennsylvania phía tây đến tây nam British Columbia, Montana, Colorado và Arizona, phía bắc đến extreme miền nam Alberta và Saskatchewan.

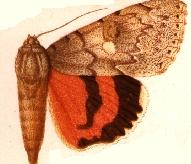
Minh họa phụ loài cũ Catocala junctura augusta

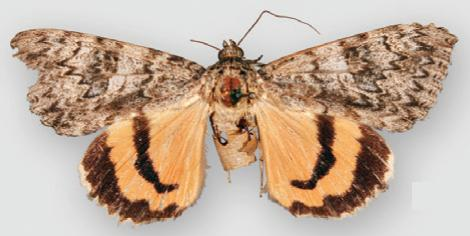
Phụ loài cũ Catocala junctura augusta

Sải cánh dài 72–85 mm. Con trưởng thành bay từ tháng 8 đến tháng 9 tùy theo địa điểm.
Ấu trùng ăn các loài Populus và Salix.

## Phụ loài
Catocala junctura augusta is now considered a synonym.

## Hình ảnh

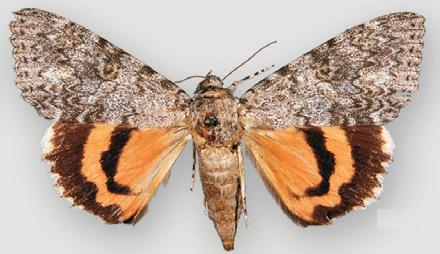